# Amathia francorum
Amathia francorum is een mosdiertjessoort uit de familie van de Vesiculariidae. De wetenschappelijke naam van de soort is, als Bowerbankia francorum, voor het eerst geldig gepubliceerd in 1888 door Jullien.